# Dangy
Dangy är en kommun i departementet Manche i regionen Normandie i norra Frankrike. Kommunen ligger i kantonen Canisy som tillhör arrondissementet Saint-Lô. År 2022 hade Dangy 660 invånare.

## Befolkningsutveckling
Antalet invånare i kommunen Dangy
| Referens: INSEE |